# Dear Mrs. Applebee
"Dear Mrs. Applebee" is een nummer van de Britse zanger David Garrick uit 1966.
Het nummer is geschreven door Billy Meshell en Phil Barr en voor het eerst opgenomen door de Amerikaanse zanger Flip Cartridge, die er geen hit mee haalde. De versie van Garrick werd wel een hit, met name in West-Europa. In West-Duitsland kwam het op de eerste plaats, en ook in de Nederlandse Top 40 en Ultratop 50 Singles werd de top-3 gehaald. Het nummer was Garricks grootste hit.

## NPO Radio 2 Top 2000
| Nummer met noteringen in de NPO Radio 2 Top 2000 | '99  | '00  | '01  | '02  | '03  |
| ------------------------------------------------ | ---- | ---- | ---- | ---- | ---- |
| Dear Mrs. Applebee                               | 1700 | 1718 | 1810 | 1905 | 1835 |

1. ↑  Een vetgedrukt getal geeft de hoogste notering aan.
2. ↑  Deze tabel is bijgewerkt tot en met de laatste editie (2024).